# Fira de Barcelona

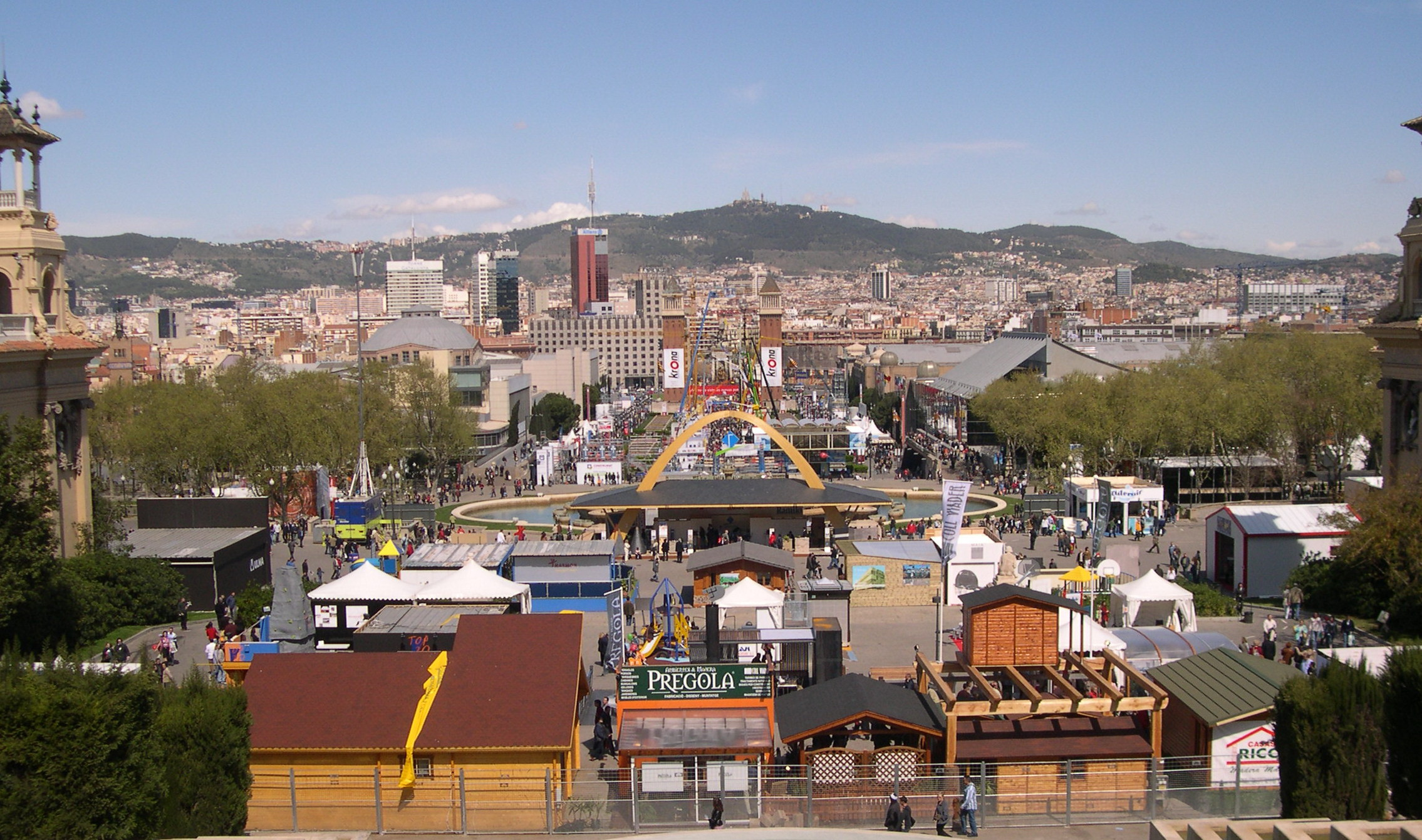
Il polo del Montjuïc durante la celebrazione di Construmat 2005

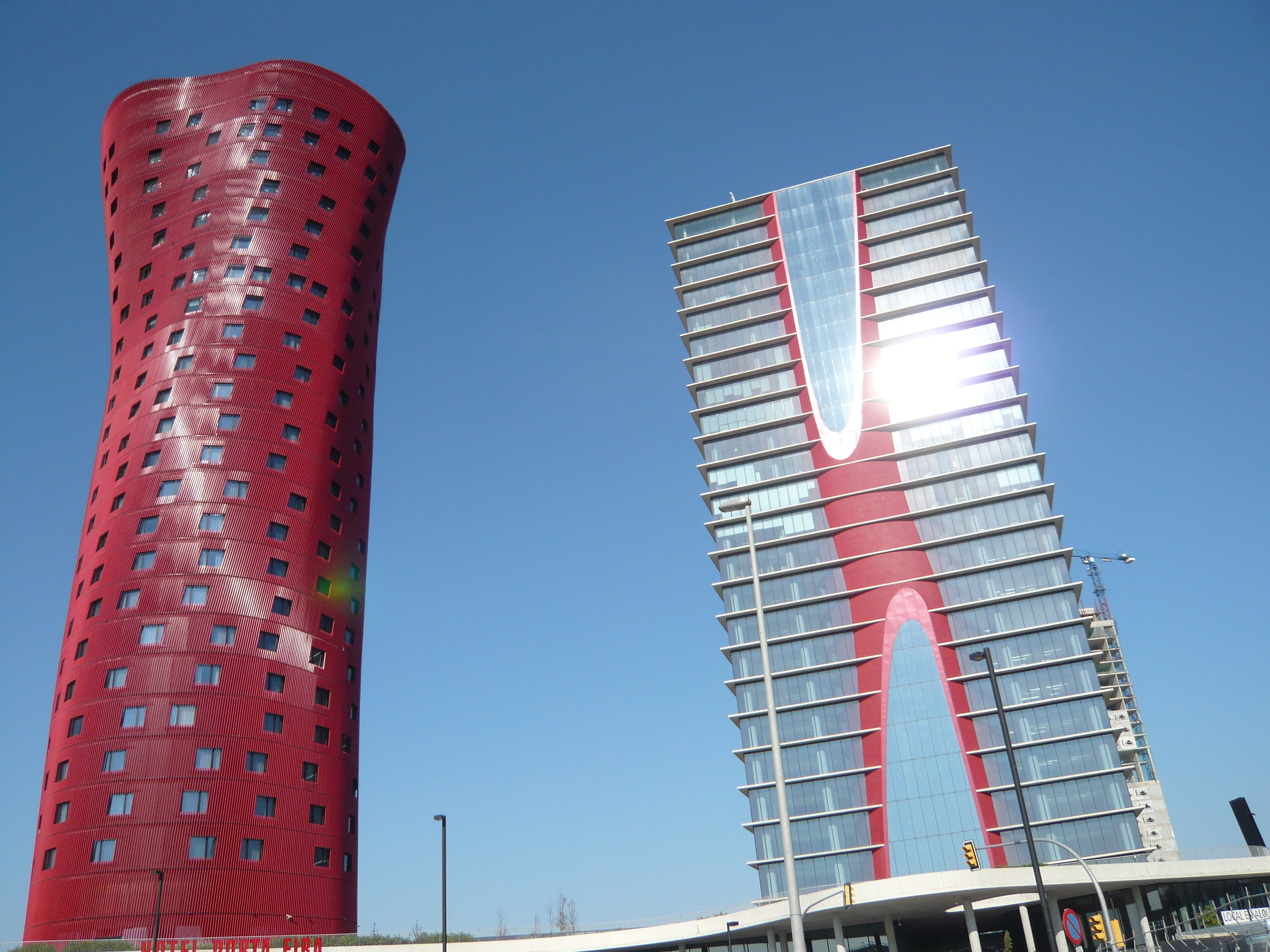
Torri dell'architetto Toyo Ito davanti al polo della Gran Via, in Plaça d'Europa, L'Hospitalet de Llobregat.

Fira de Barcelona è l'istituzione fieristica di Barcellona e una tra le più importanti d'Europa.
Ogni anno organizza numerosi eventi e congressi che riuniscono molte aziende di diversi settori economici per esporre novità, scambiare conoscenze ed esperienze e promuovere affari.

## Dati principali
La Fira gestisce un programma di 70 eventi (semestrali, annuali, biennali, triennali e quadriennali) che coinvolgono 30.000 aziende (in modo diretto o per rappresentanza) e 2,5 milioni di visitatori. È il principale organizzatore di eventi industriali professionali della Spagna e 15 di questi hanno rilevanza internazionale primaria. Fira produce un giro d'affari stimato in 2,5 miliardi di euro.

## Storia
Fira trae origine dall'Esposizione Universale del 1888, in occasione della quale venne realizzato il polo fieristico del Parc de la Ciutadella.
La prima Fiera Espositiva di Barcellona propriamente detta si svolse nell'ottobre 1920 al Palau de Belles Arts del Parc de la Ciutadella e si ripeté con cadenza annuale fino al 1925. In occasione dell'Esposizione Internazionale del 1929, lo svolgimento delle manifestazioni fieristiche fu trasferito nelle nuove installazioni realizzate appositamente sul Montjuïc, che fu anche la sede di tale evento mondiale.
Nel 1932 si costituì ufficialmente la società di utilità pubblica Fira Internacional de Barcelona. Nel 1933 vi fu l'avvio di una nuova fase che si interruppe nel 1936 a causa dello scoppio della guerra civile. Le attività ripresero solo nel 1942, sotto il nome di Fira Oficial i Internacional de Mostres de Barcelona, e da allora sono proseguite fino al giorno d'oggi seguendo le evoluzioni del mercato e dell'industria.
Nel 2000 la Generalitat de Catalunya entrò a far parte degli organi di governo della società Fira, insieme all'Ajuntament e alla Camera di Commercio di Barcellona. Nel 2010 fu stilato un piano strategico, denominato "nuova proposta di valore", per anticipare le esigenze del mercato sulla base del rafforzamento del posizionamento degli eventi, per potenziare l'innovazione e la conoscenza e per dare un nuovo impulso al commercio internazionale.
Nel 2013 il consorzio ha realizzato un guadagno lordo di 10 milioni di euro.

## Poli espositivi
Fira de Barcelona dispone di 400.000 metri quadri lordi di superficie espositiva, una tra le maggiori d'Europa, suddivisa tra due poli: quello storico del Montjuïc e quello più recente e moderno della Gran Via a L'Hospitalet de Llobregat, opera dell'architetto Toyo Ito.

## Eventi

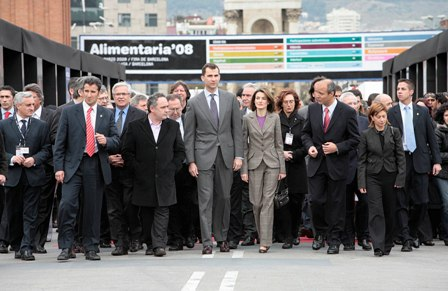
Inaugurazione di Alimentaria 2008, con l'allora ministro Joan Clos, Ferran Adrià e gli allora Principi delle Asturie

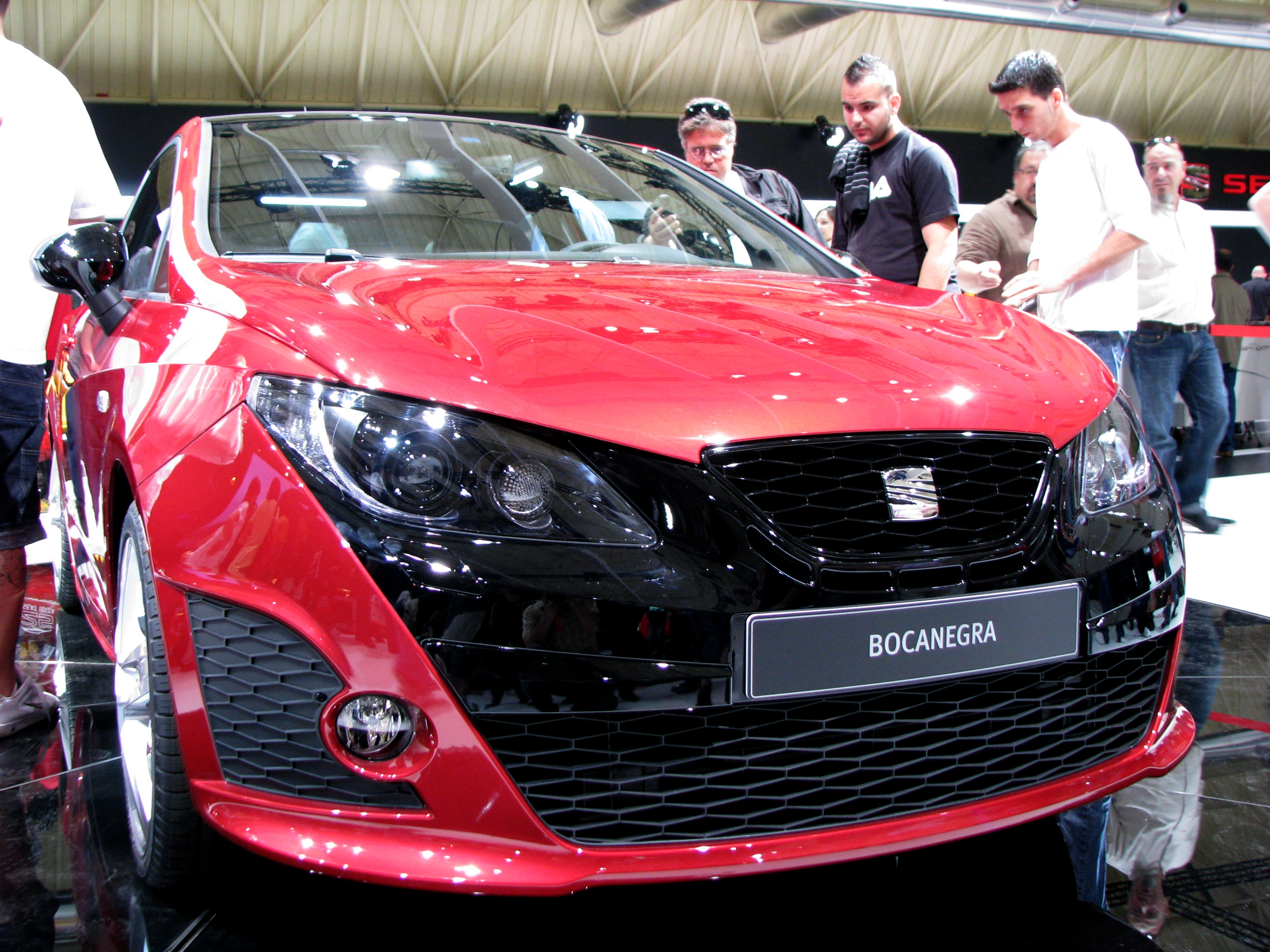
Una Seat Ibiza Bocanegra al Salone Internazionale dell'Automobile 2009

Gli eventi principali ospitati da Fira de Barcelona sono: Mobile World Congress; Alimentaria; EIBTM, Salone professionale dell'industria dei viaggi di affari, congressi e incentivi; Carbon Expo; Salone Internazionale della piscina; Hostelco, Salone Internazionale degli allestimenti per ristoranti, alberghi e grandi cucine; Construmat; Expoquimia, Equiplast e Eurosurfas; Barcelona Bridal Week – Noviaespaña; Graphispag; Salone Internazionale dell'automobile; Salone nautico internazionale di Barcellona; Smart City Expo World Congress; Seafood Barcelona.
A questi eventi si aggiungono, tra gli altri, Bizbarcelona, il Salone degli impresari e imprenditori; Barcelona Meeting Point; il Salone Internazionale della logistica (SIL); il Salone Internazionale del turismo in Catalogna; MIHealth; il Salone Internazionale del fumetto di Barcellona; il Salone dell'insegnamento e Caravaning.
Tra gli eventi del passato organizzati dalla Fira figuravano Sonimag, dedicato alla televisione e alla fotografia; Informat, salone di informatica e telecomunicazioni e Cimatica, salone della robòtica e della produzione industriale.

## Attività internazionali
Fira de Barcelona è rappresentata tramite delegazioni in 43 nazioni e lavora per sviluppare nuove opportunità nel commercio internazionale, specialmente in Asia e America Latina, potenziando la partecipazione degli espositori ai saloni in concorrenza con gli altri paesi, replicando alcuni degli eventi tenuti a Barcellona e vendendo servizi, tecnologia, gestione e consulenze a altri organizzatori e gestori di poli fieristici.

## Congressi
Fira de Barcelona ospita ogni anno numerosi congressi e attività imprenditoriali, sociali, culturali e istituzionali sia nel polo di Montjuïc, presso il Palau de Congressos, che nel polo di Gran Via, presso il Centre de Convencions.
Fra gli altri eventi importanti, la Fira è stata sede nel 2006 del Congresso Mondiale di cardiologia e nel 1999 e 2009 del Congresso Europeo di cardiologia, organizzati dalla Società Europea di Cardiologia. Ha ospitato inoltre nel 2002 il 14º Congresso mondiale sull'AIDS, organizzato dall'International AIDS Society e la Convenzione Internazionale del Rotary Club a cura del Rotary International; nel 2009 l'incontro delle Nazioni Unite sui cambiamenti climatici e nel 2011 l'ITMA, il principale incontro mondiale della tecnologia e industria tessili.

## Trasporti
Il polo fieristico del Montjuïc è servito da questi mezzi pubblici:
- Metropolitana: stazione Espanya dalle linee L1, L3 ed L8;
- Bus: linee D20, H12, V7, 9, 13, 27, 37, 50, 65, 79, 91, 109, 150 e 165;
- Treno: RENFE Barcelona Sants (500m) e FGC Plaça d'Espanya, linee: S8, S33, R6, R5 e S4

Il polo fieristico di Gran Via da questi mezzi pubblici: 
- metropolitana: stazione Europa-Fira dalle linee L8 e L9 e dalla linea L9 Sud della stazione Fira;
- Bus: Line 79 collega la Gran Via a Montjuïc e altre zone della città;
- Treno: linee ferroviarie S33, S4, R5 e R6 di FGC[6].